# 若爾蓋濕地

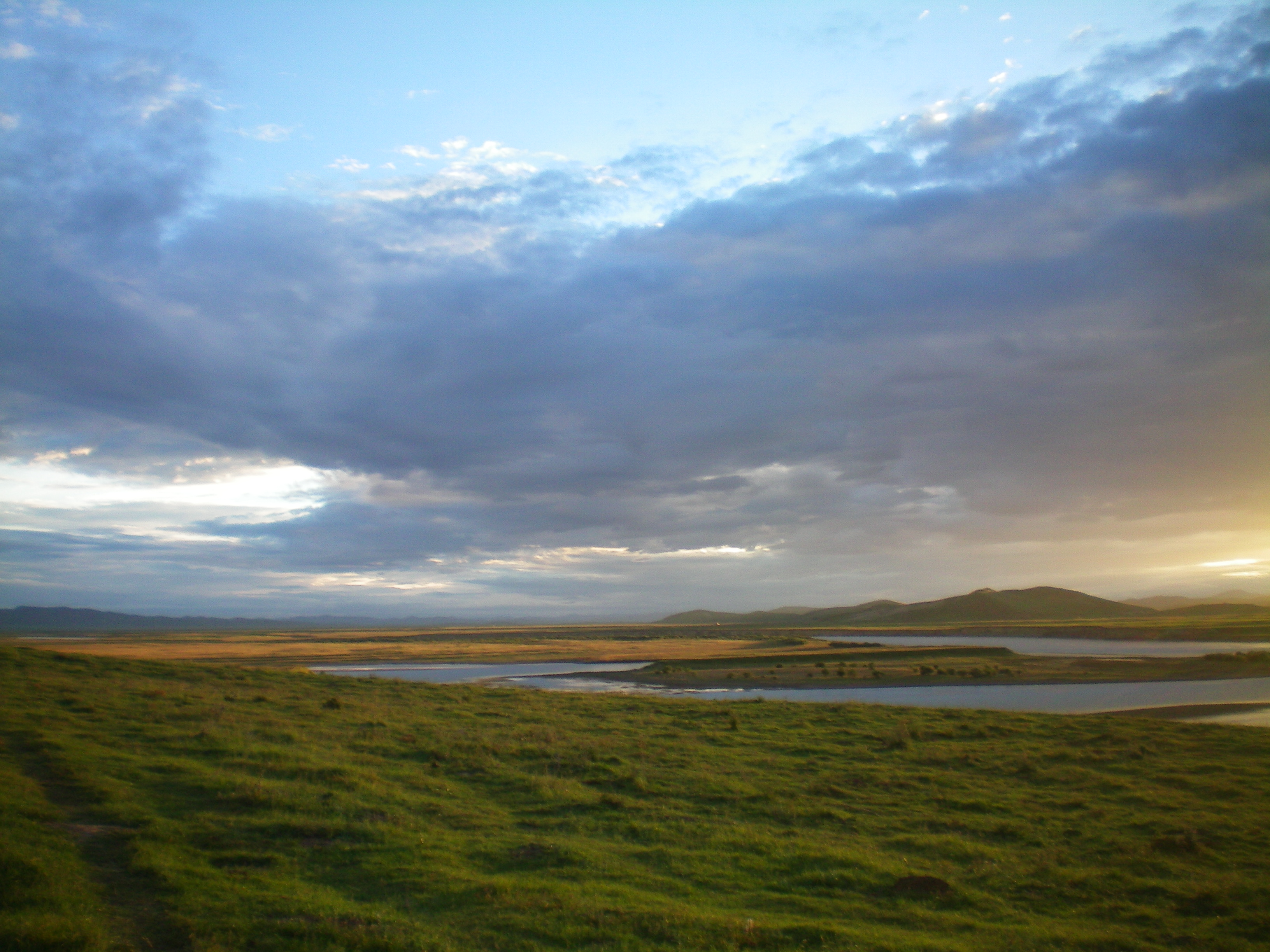
黃河南岸的若爾蓋濕地

花湖

若爾蓋濕地是中國四川省阿壩州北部若尔盖县的泥炭沼澤，位於岷山與阿尼瑪卿山之間排水不良的盆地，海拔約3600米，面積約2600平方公里，沼澤大部分地方約2至3米深，最深可達7米，1994年在此建立四川若爾蓋濕地國家級自然保護區。